# Kotiljongbal
En kotiljongbal är i USA en bal där debutanter presenteras, under deras säsong – vilken vanligtvis varar mellan maj och december. De används också för att lära ut social etikett, respekt och allmän moral för yngre generationer, och förberedelser för en debutantbal.
Balen har stora likheter med Quinceañera, förutom flickornas ålder.

### Fotnoter
1. ↑  ”NATIONAL LEAGUE OF JUNIOR COTILLIONS”. Arkiverad från originalet den 23 augusti 2011. https://web.archive.org/web/20110823082212/http://nljc.com/companyhistory.htm. Läst 4 april 2011.
2. ↑  ”Gollatz Cotillion & Social Programs”. Arkiverad från originalet den 16 augusti 2010. https://web.archive.org/web/20100816123930/http://www.gollatz.com/dinning-etiquette.shtml. Läst 4 april 2011.
3. ↑  ”JDW Cotillions & Social Education Programs”. Arkiverad från originalet den 11 februari 2011. https://web.archive.org/web/20110211004749/http://cotillion.com/jdw/informational-video.html. Läst 4 april 2011.